# Tachinus fimetarius
Tachinus fimetarius är en skalbaggsart som beskrevs av Johann Ludwig Christian Gravenhorst 1802. Tachinus fimetarius ingår i släktet Tachinus, och familjen kortvingar. Enligt den finländska rödlistan är arten nationellt utdöd i Finland. Arten är reproducerande i Sverige. Artens livsmiljö är torra gräsmarker.